# Polnische Berufsvereinigung

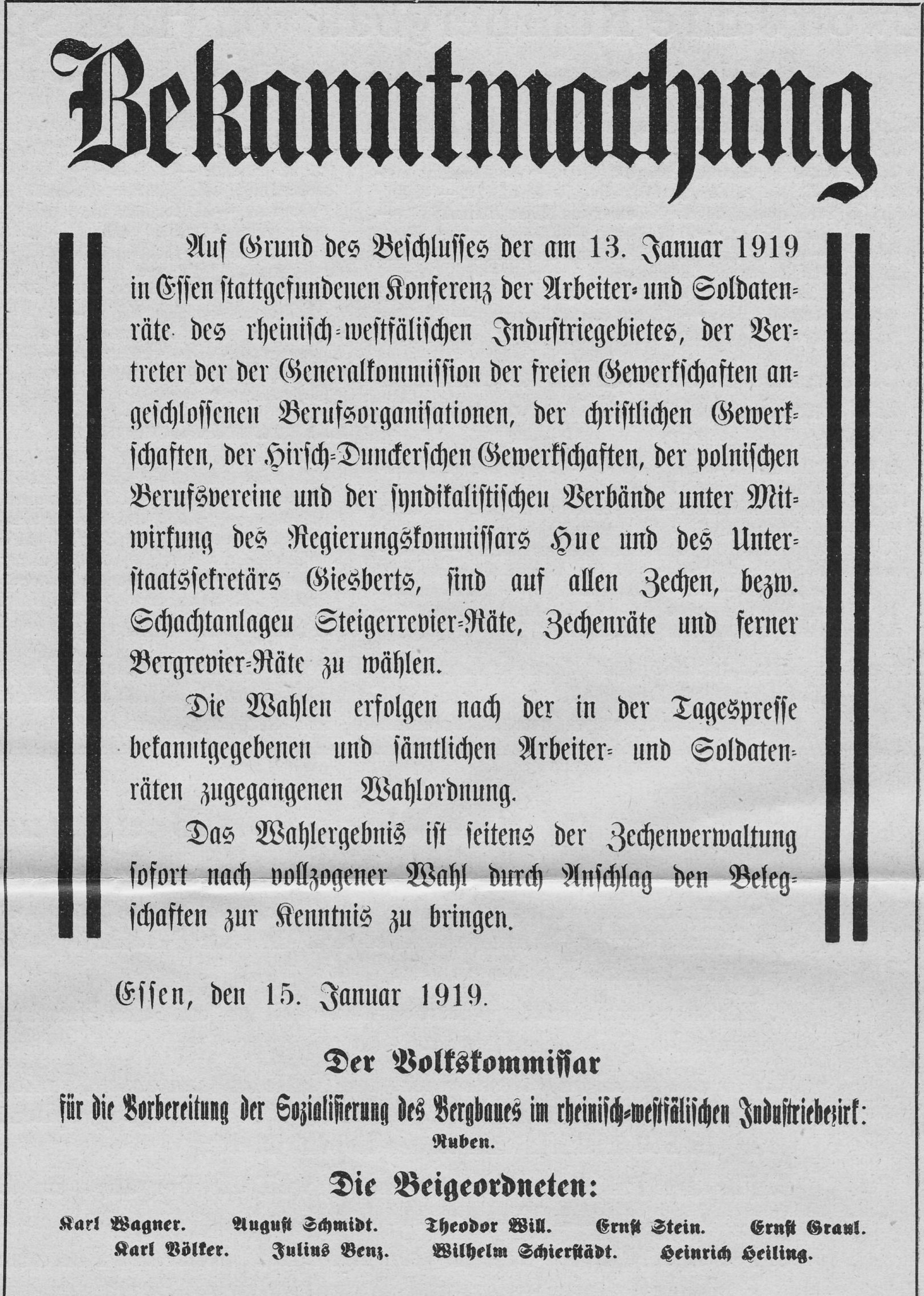
Bekanntmachung zur Rätewahl – 1919

Die polnische Berufsvereinigung (pl. Zjednoczenie Zawodowe Polskie) (ZZP) war eine am 9. November 1902 gegründete Gewerkschaft vornehmlich von polnischen Zuwanderern (Ruhrpolen) im Ruhrgebiet. In dieser Region entwickelte sie sich vor dem Ersten Weltkrieg zu einer bedeutenden Organisation vor allem im Bergbau. Während der Weimarer Republik verlor sie stark an Bedeutung und löste sich 1934 auf.

## Vorgeschichte
Das Ruhrgebiet war im 19. Jahrhundert im Zuge insbesondere der hochindustriellen Entwicklung Ziel für polnische Zuwanderer. Etwa 500.000 Polen und Masuren kamen in die Region. Ein Großteil von ihnen arbeitete im Kohlebergbau. Diese Ruhrpolen waren eine zahlenmäßig bedeutende Bevölkerungsgruppe in der Region. Sie bildeten ein weit gespanntes Vereins-, Bildungs- und Unterstützungsnetz aus. Dabei spielte die wirtschaftliche Interessenvertretung zunächst kaum eine Rolle. Die deutschen Bergarbeitergewerkschaften versuchten etwa mit der Herausgabe von polnischsprachigen Verbandszeitschriften auch die zugewanderten Arbeiter zu organisieren. Von polnischer Seite wurde kritisiert, dass die bestehenden Gewerkschaften verschiedenen Forderungen und Wünschen kaum nachkamen. Dies gilt insbesondere für die Einstellung von polnischen Gewerkschaftsfunktionären.

## Geschichte
Die Initiative zur Gründung einer eigenen polnischen Gewerkschaftsorganisation ging von den Brüdern Jan und Anton Brejski aus. Diese waren Verleger der Zeitung Wiarus Polski in Bochum. Im November 1902 beriefen sie eine Versammlung zur Gründung der polnischen Berufsvereinigung ein. Diese orientierte sich ideologisch teilweise an den christlichen Gewerkschaften. Die freien Gewerkschaften sprachen abfällig von einer von „Pfaffen und Kaufleuten“ gegründeten Organisation.
Bereits 1905 nahmen die Organisation am großen Bergarbeiterstreik im Ruhrgebiet teil. Sie entsandte zwei Delegierte in die Siebenerkommission der Streikenden. Damit erkannten die bestehenden Gewerkschaften die polnische Organisation an.
In den ersten Jahren nahm die Gewerkschaft Polnisch sprechende Arbeiter aller Berufe auf. In den preußischen Ostgebieten in Oberschlesien, Westpreußen und der Provinz Posen bestanden schon vergleichbare Organisationen. Diese schlossen sich 1908 mit der Vereinigung im Ruhrgebiet zusammen. Im Jahr 1909 kam es zur Schaffung von Fachabteilungen. Die Abteilung für Bergarbeiter hatte ihren Sitz in Bochum, die Abteilung für Handwerker saß in Posen und die Abteilung für Metall- und Hüttenarbeiter war in Königshütte angesiedelt. Der Sitz des Zentralvorstandes war in Bochum.
Die größte Abteilung war die der Bergleute. Sie hatten Mitglieder in Rheinland-Westfalen, in Oberschlesien, Sachsen und in der Lausitz. Diese Abteilung hatte 1903 etwa 50.000 Mitglieder in 361 Zahlstellen. Die Mehrheit von 80 % kam aus dem Ruhrgebiet. Dort konnte sie die meisten polnischen Arbeiter organisieren. Ein weiterer Schwerpunkt war Westpreußen.
Im Jahr 1912 war die polnische Organisation mit 5,9 % aller Bergleute im Ruhrgebiet die drittstärkste Gewerkschaft nach dem freigewerkschaftlichen Alten Verband (12,7 %) und dem Christlichen Bergarbeiterverband mit 9 %. In diesem Jahr nahm die polnische Organisation, anders als der christliche Bergarbeiterverband, an dem Streik im Ruhrbergbau teil. Der Erste Weltkrieg führte zu einer Unterbrechung der Verbandsarbeit in Deutschland, stattdessen war die Organisation im entstehenden Polen aktiv. Im Jahr 1917 begann auch wieder die Tätigkeit in Deutschland. Im Umfeld der Gewerkschaft wurde 1917 als politischer Arm die Partei Narodowe Stronnictwo Robotników (Nationale Partei der Arbeiter) gegründet.
Im Jahr 1919 lag die Zahl der Mitglieder mit 51.722 mit 288 Zahlstellen kaum über den Zahlen von 1905. Durch die Gründung der zweiten polnischen Republik büßte der Verband insbesondere durch Rückwanderung 10.000 Mitglieder ein. Weitere 20.000 Mitglieder verlor er 1922/1923. Der Verband hatte eine Delegation nach Paris entsandt, um die Arbeit polnischer Bergleute in französischen Bergwerken anzubieten. Daraufhin kam es zu einer Massenabwanderung nach Nordfrankreich. Im Jahr 1924 zählte die Organisation noch 21.000 Mitglieder. Nach Christoph Kleßmann war ihre Bedeutung bereits wesentlich geringer. Danach waren in der überragenden Hochburg im Ruhrgebiet nur noch etwa 5000 Bergleute organisiert. Im Bereich der Eisen- und Metallindustrie waren es weitere 3000 Arbeiter. Im Jahr 1929 zählten beide Gruppen zusammen nur noch 2923 Mitglieder. Bei den Betriebsrätewahlen von 1930 erreichte der Verband gerade mal drei Mandate. Im Jahr 1931 kam er auf 161 Stimmen und erhielt kein Mandat mehr. Im Jahr 1934 löste sich die Organisation selbst auf.